# Pablo Torre
Pablo Torre Carral (Soto de la Marina, 3 aprile 2003) è un calciatore spagnolo, centrocampista del Maiorca e della nazionale Under-21 spagnola.

## Biografia
Suo padre Esteban era anch'egli un calciatore.

## Carriera

### Club

#### Gli inizi, Racing Santander
Cresciuto nel settore giovanile del Racing Santander, il 15 aprile 2020 firma il primo contratto professionistico con il club della Cantabria, valido fino al 2025; disputa quindi due stagioni in prima squadra, mettendosi in mostra come uno dei migliori talenti della società. Il 4 marzo 2022 viene acquistato dal Barcellona per cinque milioni di euro, firmando un quadriennale con il club catalano, rimanendo tuttavia con il Racing Santander fino al termine della stagione e conquistando la promozione in Segunda División.

#### Barcellona e prestito al Girona
Dopo l'ufficializzazione del trasferimento al Barcellona, esordisce con i blaugrana il 7 settembre seguente, nell'incontro di Champions League vinto per 5-1 contro il Viktoria Plzeň; il 1º novembre segna la prima rete nella massima competizione continentale, in occasione della partita di ritorno contro la squadra ceca, vinta per 2-4.
Il 18 luglio 2023 è stato ceduto in prestito al Girona sino al 30 giugno 2024.
Nella stagione 2024-2025 è ritornato al Barcellona con i quali ha vinto, da comprimario, la Supercoppa di Spagna, il Campionato spagnolo e la Coppa di Spagna.

#### Maiorca
Il 14 luglio 2025 passa a titolo definitivo al Maiorca, con cui sottoscrive un accordo valido fino al 30 giugno 2029.

### Nazionale
Pablo Torre ha collezionato una sola presenza con la Nazionale Under-17, il 15 gennaio 2020.
Il 26 ottobre 2021 gioca la sua prima partita con la Nazionale Under-19 subentrando nella sfida persa 1-0 contro Israele. Il 13 novembre successivo segna i suoi primi due gol nella vittoria per 6-0 contro l'Azerbaigian.

## Statistiche

### Presenze e reti nei club
Statistiche aggiornate al 19 giugno 2023.
| Stagione                | Squadra                 | Campionato              | Campionato | Campionato | Coppe nazionali | Coppe nazionali | Coppe nazionali | Coppe continentali | Coppe continentali | Coppe continentali | Altre coppe | Altre coppe | Altre coppe | Totale | Totale | Totale |
| Stagione                | Squadra                 | Comp                    | Pres       | Reti       | Comp            | Pres            | Reti            | Comp               | Pres               | Reti               | Comp        | Pres        | Reti        | Pres   | Reti   |        |
| ----------------------- | ----------------------- | ----------------------- | ---------- | ---------- | --------------- | --------------- | --------------- | ------------------ | ------------------ | ------------------ | ----------- | ----------- | ----------- | ------ | ------ | ------ |
| 2020-2021               | Racing Santander        | SDB                     | 24         | 4          | CR              | 1               | 0               | -                  | -                  | -                  | -           | -           | -           | 25     | 4      |        |
| 2021-2022               | Racing Santander        | PDR                     | 31+1       | 10         | CF              | 2               | 0               | -                  | -                  | -                  | -           | -           | -           | 34     | 10     |        |
| Totale Racing Santander | Totale Racing Santander | Totale Racing Santander | 55+1       | 14         |                 | 3               | 0               |                    | -                  | -                  |             | -           | -           | 59     | 14     |        |
| 2022-2023               | Barcellona Atlètic      | PF                      | 3          | 0          | -               | -               | -               | -                  | -                  | -                  | -           | -           | -           | 3      | 0      |        |
| 2022-2023               | Barcellona              | PD                      | 8          | 0          | CR              | 2               | 0               | UCL                | 3                  | 1                  | -           | -           | -           | 13     | 1      |        |
| 2023-2024               | Girona                  | PD                      | 10         | 0          | CR              | 2               | 1               | -                  | -                  | -                  | -           | -           | -           | 12     | 1      |        |
| Totale carriera         | Totale carriera         | Totale carriera         | 76+1       | 14         |                 | 6               | 1               |                    | 4                  | 1                  |             | -           | -           | 87     | 16     |        |

## Palmarès

### Club

#### Competizioni nazionali
- Primera División RFEF: 1

Racing Santander: 2021-2022 (Gruppo 1)
- Supercoppa di Spagna: 2

Barcellona: 2023, 2025
- Campionato spagnolo: 2

Barcellona: 2022-2023, 2024-2025
- Coppa di Spagna: 1

Barcellona: 2024-2025